# Nicolaas Geelvinck

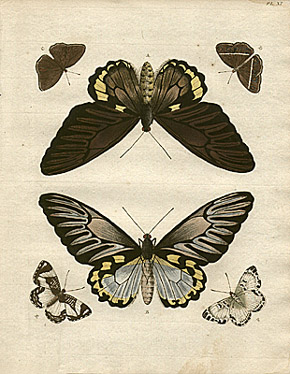
Exotische vlinders door Gerrit Wartenaar Lambertsz

Nicolaas Geelvinck (Amsterdam, 3 juni 1732 – Den Haag, 4 december 1787), heer van Stabroek, was de zoon van Nicolaes Geelvinck, de broer van Agatha Theodora Geelvinck en de kleinzoon van burgemeester Lieve Geelvinck. Georgetown in Brits-Guiana dat tot 1812 Stabroek heette is naar hem vernoemd.

## Loopbaan
Nicolaas Geelvinck begon in 1748 als secretaris op het stadhuis. In 1773 werd hij benoemd als schepen. Geelvinck was tussen 1764-1787 bewindhebber van de WIC en in 1775 directeur van de Sociëteit van Suriname. Hij woonde op Herengracht 509-511, dat hij destijds voor een opzienbarende prijs van zijn broers en zusters kocht. Zijn eerste vrouw stierf in 1774. In 1776 trouwde hij opnieuw in de Haagse Kloosterkerk. In 1780 werd hij representant van de stadhouder in de WIC.
Nicolaas Geelvinck woonde in Den Haag in een pand op de Herengracht, naast de raadspensionaris Pieter van Bleiswijk. In het koetshuis op de Fluwelenburgwal was ruimte voor diverse koetsen en achttien paarden. In 1782 verkocht hij zijn pand in Amsterdam voor 160.000 gulden aan John Hope, de zoon van Thomas Hope.
In juni 1787 werd zijn broer Joan Geelvinck op "democratische" wijze tot burgemeester van Amsterdam benoemd. Hij zelf was betrokken bij de moeilijke besprekingen in de Staten-Generaal in augustus/september van dat jaar. Geelvinck probeerde de raadspensionaris te helpen toen zijn leven als gevolg van relletjes na de omwenteling in gevaar was en had daarvoor planken in zijn tuin liggen.
Hij overleed op 54-jarige leeftijd, volgens officiële bronnen aan een slijmziekte, maar officieus uit "gevoeligheid" omdat hij niet opnieuw was benoemd bij de Gecommitteerde Raden. Zijn tweede vrouw, Betje, de gravin van Rechteren tot Gramsbergen had nog gedreigd het land te verlaten, maar het mocht niet baten. Geelvinck werd in Almelo begraven.

## Nalatenschap
Na de dood van Geelvinck, het echtpaar had geen kinderen, werd zijn collectie boeken verkocht. In de catalogus stonden 678 titels, waaronder theologische, natuurkundige en historische werken, met boeken van auteurs als Joan Nieuhof, Olfert Dapper, Jan Wagenaar, P.C. Hooft, Lieuwe van Aitzema, Govert Bidloo, Johannes Coccejus, Pieter Paulus, Voltaire, Phillip Dormer Stanhope en Choderlos de Laclos. De boeken die het meeste opbrachten, waren de vierdelige De uitlandsche kapellen voorkomende in de drie waereld-deelen Asia, Africa en America / By een verzameld en beschreeven door Pieter Cramer, directeur van het Zeeuws Genootschap te Vlissingen, met assistentie van Caspar Stoll en tekeningen van Gerrit Wartenaar Lambertz.
- Biografisch Portaal: 49038627
- International Standard Name Identifier: 0000 0003 9259 7133
- Nederlandse Thesaurus van Auteursnamen: 243103468
- Virtual International Authority File: 286715687
- WorldCat: E39PBJbtp66YDJHB7tX3yfW4bd